# آرثر ألبستون
آرثر ألبستون (بالإنجليزية: Arthur Albiston)‏ مواليد 14 يوليو 1957 في إدنبرة، هو لاعب كرة قدم اسكتلندي دولي سابق كان يلعب في مركز الدفاع. سبق له أن لعب في كأس العالم لكرة القدم مع منتخب بلاده. لعب خلال مسيرته 528 مباراة سجل خلالها 12 هدفاً.

## المسيرة الاحترافية

### أندية لعب لها
- مانشستر يونايتد
- وست بروميتش ألبيون
- نادي دندي
- نادي تشيسترفيلد
- نادي تشستر سيتي
- نادي مولده
- نادي آير يونايتد
- نادي ويتون ألبيون

## روابط خارجية
- آرثر ألبستون على موقع الاتحاد الدولي (مؤرشف)  (الإنجليزية)
- آرثر ألبستون على موقع الاتحاد الإسكتلندي (الإنجليزية)
- آرثر ألبستون على موقع قاعدة بيانات كرة القدم.إي يو (الإنجليزية)
- آرثر ألبستون على موقع ناشيونال فوتبول تيمز (الإنجليزية)